# Славица Станковић
Славица Станковић (Призрен, 7.3.1957) је српска књижевница.

## Биографија
Славица Станковић је основну и средњу школу завршила у Призрену, а Факултет музичке уметности Универзитета у Приштини. Од 1979. године ради у Крушевцу у Хемијско-технолошкој школи.

## Књиге
- До себе и вечности (Шид, Графоспрем, 1994)
- Челом у век (Приштина, Нови свет, 1995)
- Обе стране корака (Београд, Сфаирос, 2000)
- Отмице (Београд, Евро-Ђунти, 2010)
- Хоћу да живим музиком свог живота (Београд, Алма, 2019)
- Обе стране Једног (Београд, Алма, 2019)

Објављује поезију и кратку прозу у часописима, афоризме и хаику поезију и под именом Славица Николина.

Живи и ради у Крушевцу.